# دواين مارس
دواين مارس (بالإنجليزية: Dwayne Mars)‏ (9 فبراير 1989 - ) هو لاعب كرة قدم باربادوسي في مركز الهجوم. شارك مع منتخب باربادوس لكرة القدم. أما مع النوادي، فقد لعب مع Notre Dame SC ‏.

## وصلات خارجية
- دواين مارس على موقع الاتحاد الدولي (مؤرشف)  (الإنجليزية)
- دواين مارس على موقع قاعدة بيانات كرة القدم.إي يو (الإنجليزية)
- دواين مارس على موقع ناشيونال فوتبول تيمز (الإنجليزية)